# 髮菜
髮菜又称髮狀念珠藻，是念珠藻科念珠藻属的一種藍綠菌，廣泛分佈於世界各地（如中國、俄羅斯、索馬里、美國等）的沙漠和貧瘠土壤中，因其色黑而細長，如人的頭髮而得名，可以食用。有些亞洲傳言宣稱食用髮菜可以讓禿頭人士長頭髮，但缺乏科學證據。

## 形態和繁殖
髮菜屬藍菌，其細胞形成無分支的藻絲，形如念珠。藻絲中，每隔一定距離會有分化出來進行固氮作用的細胞——異形胞。許多股藻絲併在一起成為一股，與外面的膠質鞘一起形成肉眼可見的藻體。藻體黑色如髮絲，無分支或偶有分支，直徑0.2到1毫米，長數十公分，吸水後明顯膨脹，黏滑並有彈性。藻體爬附在石塊、草叢中，相互交織在一起，一端深入土中並有膨大，被稱作“根”。
髮菜繁殖有三種方式：藻體中的單細胞分離出來形成新的菌落並發展成藻體；通過厚壁孢子繁殖；藻殖段分離產生新的藻體。

## 食用

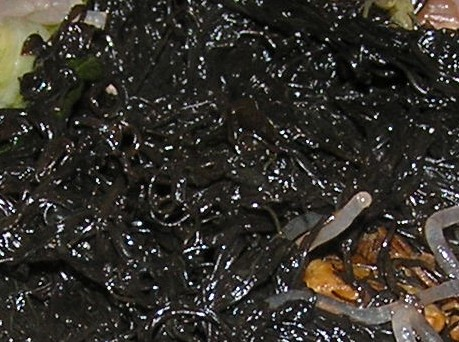
发菜食品

在晉朝的《爾雅註》中已有食用髮菜的記載。在《本草綱目》中也有關於髮菜的敍述。
髮菜具有一定營養價值，含有大量膠質，但無特殊味道，因為諧音「發財」，聽來很吉祥，食用主要是用來圖吉利，一向是傳統年夜飯必備菜色。烹調方法包括炒食、凉拌、湯食等。

## 保護狀況
在中國，髮菜曾廣泛分佈於北方各個省份，主產地有甘肅、内蒙古、青海、寧夏、河北等。髮菜耐高溫、寒冷及乾旱能力很強，生長於海拔1,000到2,800公尺的乾旱貧瘠土地中。在環境不適應時可脫水休眠，而在清晨可利用其所含膠質吸收露水膨脹，並通過光合作用吸收二氧化碳生長，但生長緩慢，在野外，一年僅能夠增長6%。髮菜具有固氮能力，可爲土壤中提供天然氮肥。由於髮菜產地通常相當貧窮，有農民以採挖髮菜賣錢謀生。但由於多年來過量採挖髮菜，其野生資源已被嚴重破壞，並導致大片草場退化和土地荒漠化；同時亦引發了牧民與農民間的衝突。髮菜的分佈範圍也隨著土地的開發而大量減少。
由於髮菜的開採已經對自然生態造成了嚴重破壞，中華人民共和國國務院在2000年發佈了《国务院关于禁止采集和销售发菜制止滥挖甘草和麻黄草有关问题的通知》，將《中国国家重点保护野生植物名录》中髮菜的保護級別從二級調整爲一級，並要求嚴禁髮菜的採集、收購、加工、銷售和出口，禁令于2000年7月生效。

## 髮菜採集與生態破壞
髮菜的蒙古語叫做「嘎吉力烏蘇」，意思是「土地的頭髮」，是屬於藍藻類植物，大多生長在雨量較少的草原、山間及淺山之丘陵地。逢雨後萌長，舖長於地表，與草為共生關係。要採集髮菜，必須在夏末初秋的多雨季節，雨後天剛亮趁太陽還未出來時採收，用人力手持耙子去扒，無法用機械採收。要採集二兩的髮菜須挖掘十畝地。
因為素食人口大增，無形中對於髮菜需求量大增；分子及細胞生物學家指出，每採集2兩重的髮菜，便會破壞相當於16個足球場面積的草原，使這片草原至少10年寸草不生。且由於髮菜主要分布在中國北方草原地帶，採集髮菜也成為中國沙塵暴的主要原因之一。

## 人工养殖
爲解決髮菜的來源問題，已有在沙土中進行的人工養殖技術，但仍然生長較緩慢。也有一些水培養的嘗試，雖然生長較快，但仍存在藻體解離等問題而尚無法應用於生産。
近来有消息称宁夏有人成功发现大规模人工种植发菜的技术，不过目前尚未有专家证实是否可行。

## 替代品（偽品）

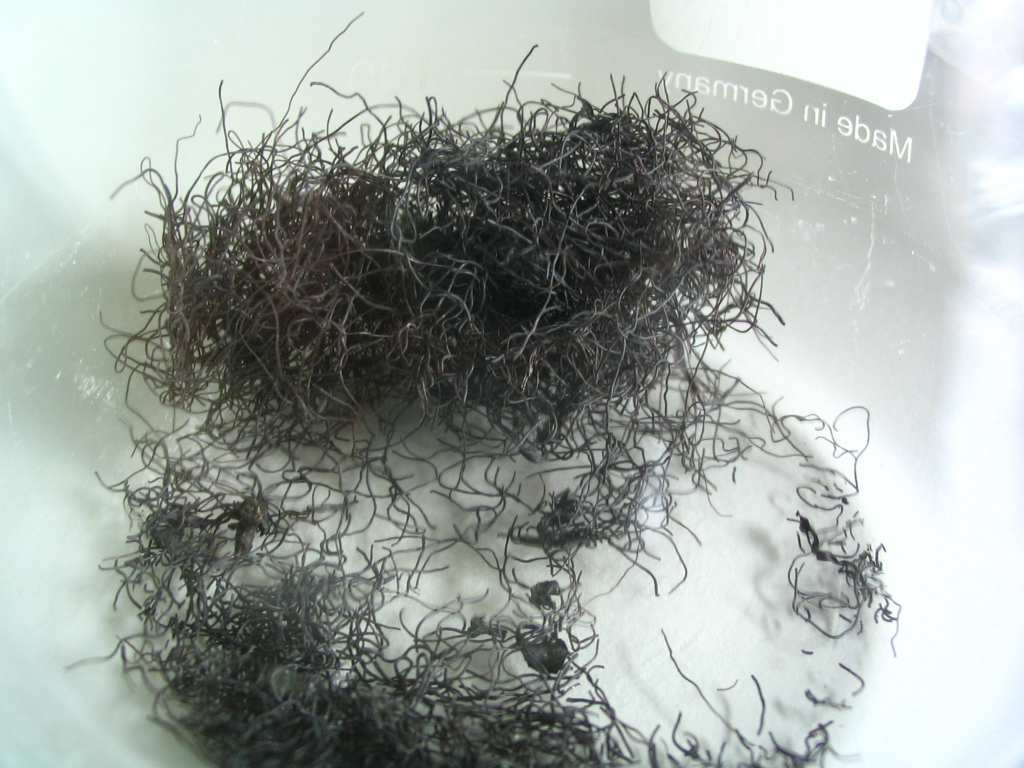
一種市場上的髮菜僞品，實爲一種褐藻。

由於髮菜的來源受到限制，其價格升高，各種仿製產品也出現在市場上。根據香港中文大學於2002年受委託進行的一項抽樣調查中發現，海產品市場上30個髮菜樣品中的70%以及全部5個餐館的烹調樣品中含有全部或部分的偽品。五年後大學應另一機構的調查，仍發現有34%的樣本為偽品。
髮菜的摻假很多是澱粉、海藻酸鈉或玉米鬚加以染色製成的，部份業者甚至以羊毛、馬毛、駱駝毛染色後混入髮菜，若被食用，其色素會對人體造成傷害。其餘的還有用海產的褐藻（水云）替代的，此種偽品對人體無害。

## 毒素
Takenaka等人 (1998)的研究算是髮菜的早期研究：他們以髮菜餵飼實驗鼠，未有發現餵飼組與參照組有顯著分別。
2007年1月29日香港中文大學中藥研究所指髮菜含有氨基酸代謝物BMAA（β-N-methylamino-L-alanine），可被視為真品髮菜與贗品的指標。但另一方面，科學家視BMAA為神經毒素，已證實對動物有毒，加速動物腦神經退化，出現老人癡呆症或柏金遜症等症狀。
另外，藍菌門的次生代谢产物亦能损害肝臟，容易罹患肝癌。

## 延伸阅读
[在维基数据编辑]
 《欽定古今圖書集成·博物彙編·草木典·龍鬚菜部》，出自陈梦雷《古今圖書集成》

## 外部連結
- 髮菜Fa Cai （页面存档备份，存于）中藥標本數據庫（香港浸會大學中醫藥學院）（繁體中文）（英文）
- 国务院关于禁止采集和销售发菜制止滥挖甘草和麻黄草有关问题的通知
- 稀特蔬菜发菜的种植技术 （页面存档备份，存于）